# GO TO THE FUTURE
『GO TO THE FUTURE』（ゴー・トゥ・ザ・フューチャー）は、日本のロックバンド・サカナクションの1作目のスタジオ・アルバム。2007年5月9日にビクターエンタテインメント内のレーベル・BabeStar Labelよりリリースされた。

## 概要
バンド初期に制作された曲に加え、フロントマン・山口一郎とギターの岩寺基晴が以前在籍していたインディーズバンド・ダッチマン時代に制作した楽曲も収録している。また、2009年には、デジタル・ダウンロード販売を開始。iTunesなどの音楽配信サイトによって、各国に向けて発売された。2015年には、リマスタリングを施し、LP盤とCDで再発盤をリリースしている。
本アルバムは、音楽評論家によって肯定的に評価されており、タワーレコードのレビュアーは「テクノやエレクトロニカをまぶしたバンド・サウンドと、その調和がもたらす洗練されたグルーヴが、彼らの特異性を露わにしている」と肯定的に評価している。
また、本アルバムは、全国的かつ商業的には成功していないものの、北海道では発売当初好評であった。「三日月サンセット」などの収録曲は、FM NORTH WAVEやエフエム北海道をはじめとする北海道の主要エフエム放送局でヘヴィー・ローテーションされた。

## 制作背景

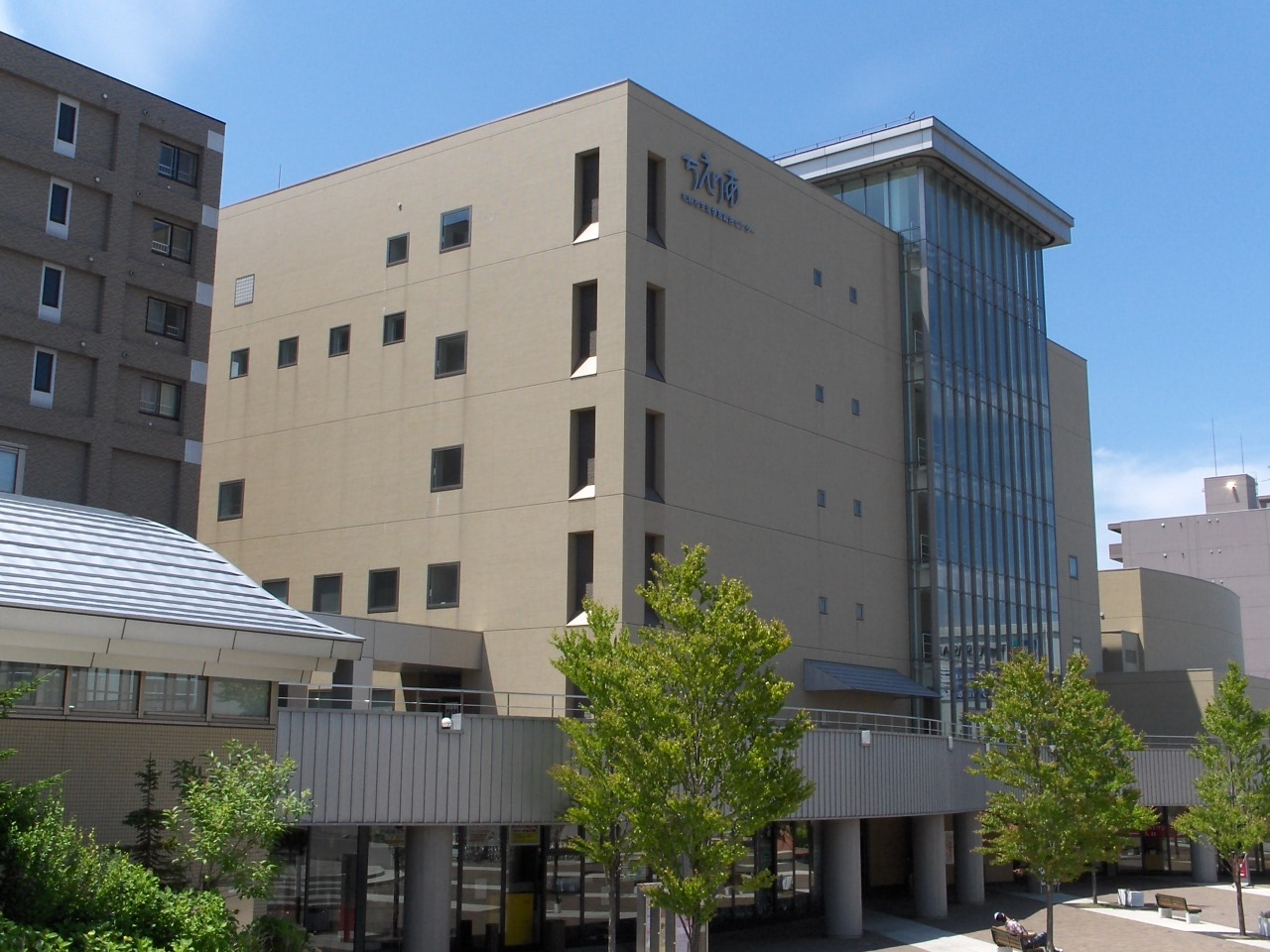
レコーディングを行った札幌市生涯学習センター「ちえりあ」（2007年撮影）。

サカナクションは、2005年春に北海道札幌市で結成された。バンドのフロントマン・山口一郎とギターの岩寺基晴の2人は、前身となったバンド「ダッチマン」のメンバーであった。
前身バンド解散後は、一時的に山口が単独で活動をし、ディスクジョッキーや弾き語りなど、前身のバンドで行っていた活動とは異なるパフォーマンスや音楽性を追及。
その後、山口の「再びバンド活動をしたい」という意志から岩寺を誘い、それに加えてドラムメンバーを勧誘した後、サカナクションを結成した。
結成時、山口の地元の小樽にて開催されるロック・フェスティバル「ライジング・サン・ロックフェスティバル」一般公募枠にあたる「RISING STAR」が始まったことから、応募し、公募からバンドが選出された。それをきっかけに、メジャーデビューが決定。
当時、サポートメンバーであったベースの草刈愛美、キーボードの岡崎英美が正式なメンバーに加わり、現在までのバンドメンバーの体制が構築された。
この間に、バンドは「三日月サンセット」「白波トップウォーター」のデモ音源を札幌の大学内に設置されたラジオ局に送付した。送付された2つの楽曲は、リスナーに好評であったために、ラジオ番組内のチャートランキングで5位を獲得。また、FM NORTH WAVEのチャートランキング『SAPPORO HOT 100』に92位でチャートインした。
アルバムは、カバーアートワークとミュージックビデオを含め、楽曲制作は全て北海道圏内で行われた。音源は、札幌市中央区にあるヤマハ・センターのスタジオ・ジャック、および、札幌市西区の札幌市生涯学習センター「ちえりあ」のスタジオで録音された。
歌詞は、山口が楽曲ごとにイメージを考え出し、他のメンバーに対してイメージに合わせた演奏をするように指示をしている。また、山口がメロディーを制作した際には、以後の作品で見られる大胆で独創性のあるサウンドを作り上げず、リスナーが曲をどう受け止めるか考えているながらも、内向的に作り上げている。
アルバムに収録された楽曲のテンポは、すべてBPM126で構成されている。これは、ドラマーの江島啓一がまだクラブ・ミュージックをそこまで聴いていなかったことから、テンポに慣れさせるという意味と歌唱時と作曲するときにちょうどよいテンポであったという。

### 楽曲の背景
- 収録曲「あめふら」は、5人で活動をし始めた際に作られた。つまり、5人体制となったバンド初の作品である。アメリカン・ミュージックとフレンチ・ミュージックの音楽要素を混ぜ、戯けさせた遊びの強い曲だという[10]。
- 収録曲「フクロウ」は、ギターコードを作曲している間に思いついたアドリブの歌詞を使用している[11] 。
- タイトル曲「GO TO THE FUTURE』は、当時の山口の心をそのまま表した楽曲であり、元はアコースティックソングであり、3拍子の楽曲ではなかった。しかし、3拍子にすることにより、バンドアレンジが固まっている[10]。また、アコースティック版の音源は再録され、『懐かしい月は新しい月 〜Coupling & Remix works〜』内の『月の波形 〜Coupling & Unreleased works〜』に「GO TO THE FUTURE (2006 ver.)」として収録された[12][13]。
- また、同アルバムの『月の景色 〜Documentary of "GO TO THE FUTURE (2006 ver.)" & MUSIC VIDEOS〜』には、バンドの初期メンバーである山口と岩寺がバンドの経歴を振り返るドキュメンタリーと共に、本楽曲のバイノーラル音源によるアコースティック音源が収録されている[13]。

## リリースとプロモーション
本アルバムは「三日月サンセット」によるプロモーションが行われた。本楽曲は、千葉テレビ『MUSIC-03』オープニングテーマ、および北海道テレビ『夢チカ18』、毎日放送『mm-TV』エンディングテーマに使用された。バンドは、広くバンド自身のことを宣伝するために『WHAT's IN?』や『ROCKIN'ON JAPAN』といった日本の音楽雑誌へのプロモーションを行った。
2007年4月26日に開設されたアルバムのスペシャルサイトは、将来的なバンドの試みを促進するために作成された。山口による曲の解説や前述の2曲のミュージックビデオを掲載していた。2007年5月11日から13日にかけて行われたレコ発ツアーでは、バンドとして初となるワンマンライブを開催。ライブは、札幌・東京・名古屋・大阪のライブハウスにて開催された。
2015年3月にアルバムのアナログ盤と廉価盤、およびハイレゾ音源のデジタルオーディオが発売された。CD・LP盤には、リマスタリングが施された。元々同月に『懐かしい月は新しい月 〜Coupling & Remix works〜』をリリース予定であったが、メンバーの草刈が妊娠をし、産前休業に入ったために、アルバムの復刻版をリリースすることとなった。

## 評価

### 評論家による評価
本アルバムは、複数の音楽評論家によって肯定的に評価されている。
- タワーレコードのレビュアーは「テクノやエレクトロニカをまぶしたバンド・サウンドと、その調和がもたらす洗練されたグルーヴが、彼らの特異性を露わにしている」と肯定的に評価している[19]。
- CDじゃーなるのウェブレビュアーは、バンドの持つポピュラー音楽のセンスとロックのセンスなどについて、肯定的に評価した[15]。

### チャート成績
本アルバムは、1,500枚を初週に売り上げ、オリコンにて初週105位を記録している。また、CDじゃーなるは、日本全国のタワーレコードの売り上げを追跡し、CDの多くが札幌で売り上げられていると発表している。しかし、アルバムは他の日本の政令指定都市にて売り上げを伸ばすことは出来なかった。

## 収録曲
| 全作詞・作曲: 山口一郎。 |                          |          |            |      |
| #                        | タイトル                 | 作詞     | 作曲・編曲 | 時間 |
| 1.                       | 「三日月サンセット」     | 山口一郎 | 山口一郎   | 3:47 |
| 2.                       | 「インナーワールド」     | 山口一郎 | 山口一郎   | 4:25 |
| 3.                       | 「あめふら」             | 山口一郎 | 山口一郎   | 3:16 |
| 4.                       | 「GO TO THE FUTURE」     | 山口一郎 | 山口一郎   | 4:36 |
| 5.                       | 「フクロウ」             | 山口一郎 | 山口一郎   | 5:29 |
| 6.                       | 「開花」                 | 山口一郎 | 山口一郎   | 3:30 |
| 7.                       | 「白波トップウォーター」 | 山口一郎 | 山口一郎   | 5:30 |
| 8.                       | 「夜の東側」             | 山口一郎 | 山口一郎   | 4:09 |
| 合計時間:                | 合計時間:                | 34:36    |            |      |

## チャート
| 年     | チャート                         | 順位 | 出典          |
| ------ | -------------------------------- | ---- | ------------- |
| 2007年 | 日本・オリコンCDシングルチャート | 105  | [ 20 ] [ 21 ] |
| 2015年 | 日本・オリコンCDシングルチャート | 55   | [ 20 ] [ 21 ] |

### 売り上げ
| 集計団体 | 売り上げ/枚 | 出典   |
| -------- | ----------- | ------ |
| オリコン | 7,000       | [ 21 ] |

## 発売日一覧
| 国/地域 | 発売/発信元                              | 発売日        | 規格                               | 規格品番               | 出典          |
| ------- | ---------------------------------------- | ------------- | ---------------------------------- | ---------------------- | ------------- |
| 日本    | ビクターエンタテインメントBabeStar Label | 2007年5月9日  | CDデジタル・ダウンロード           | VICB-60023             | [ 24 ]        |
| 韓国    | J-Box Entertainment                      | 2009年3月26日 | デジタル・ダウンロード             | N/A                    | [ 25 ]        |
| 世界    | ビクターエンタテインメント               | 2009年7月15日 | デジタル・ダウンロード             | N/A                    | [ 26 ] [ 27 ] |
| 日本    | ビクターエンタテインメント               | 2015年3月18日 | ロスレス圧縮デジタル・ダウンロード | VEAHD-10612            | [ 28 ]        |
| 日本    | ビクターエンタテインメント               | 2015年3月25日 | CDLP                               | VICL-64343VIJL-60144~5 | [ 29 ]        |

### バンドの公式サイト
- サカナクション公式サイト
- サカナクション ビクターエンタテインメント公式ページ

### アルバムの公式サイト
- サカナクション GO TO THE FUTURE Special website

### 歌詞掲載サイト
- 三日月サンセット - 歌ネット
- インナーワールド - 歌ネット
- あめふら - 歌ネット
- GO TO THE FUTURE - 歌ネット
- フクロウ - 歌ネット
- 開花 - 歌ネット
- 白波トップウォーター - 歌ネット
- 夜の東側 - 歌ネット

### インタビュー記事
- BARKSのインタビュー